# Rakvere vald (commune)
Rakvere est une commune rurale estonienne du Comté de Viru-Ouest. Elle a absorbé la commune de Sõmeru en 2017. Elle comptait 2 115 habitants en 2012 dans ses anciennes limites.

## Composition
Avant  2017, Rakvere comprenait le bourg de Lepna et 19 villages, elle entoure la ville de Rakvere (autrefois Wesenberg) sans l'englober.

### Bourg
Lepna

### Villages
Arkna, Eesküla, Järni, Karitsa, Karivärava, Karunga, Kloodi, Kullaaru, Kõrgemäe, Lasila, Levala, Mädapea, Paatna, Päide, Taaravainu, Tobia, Tõrma, Tõrremäe, Veltsi.

## Galerie

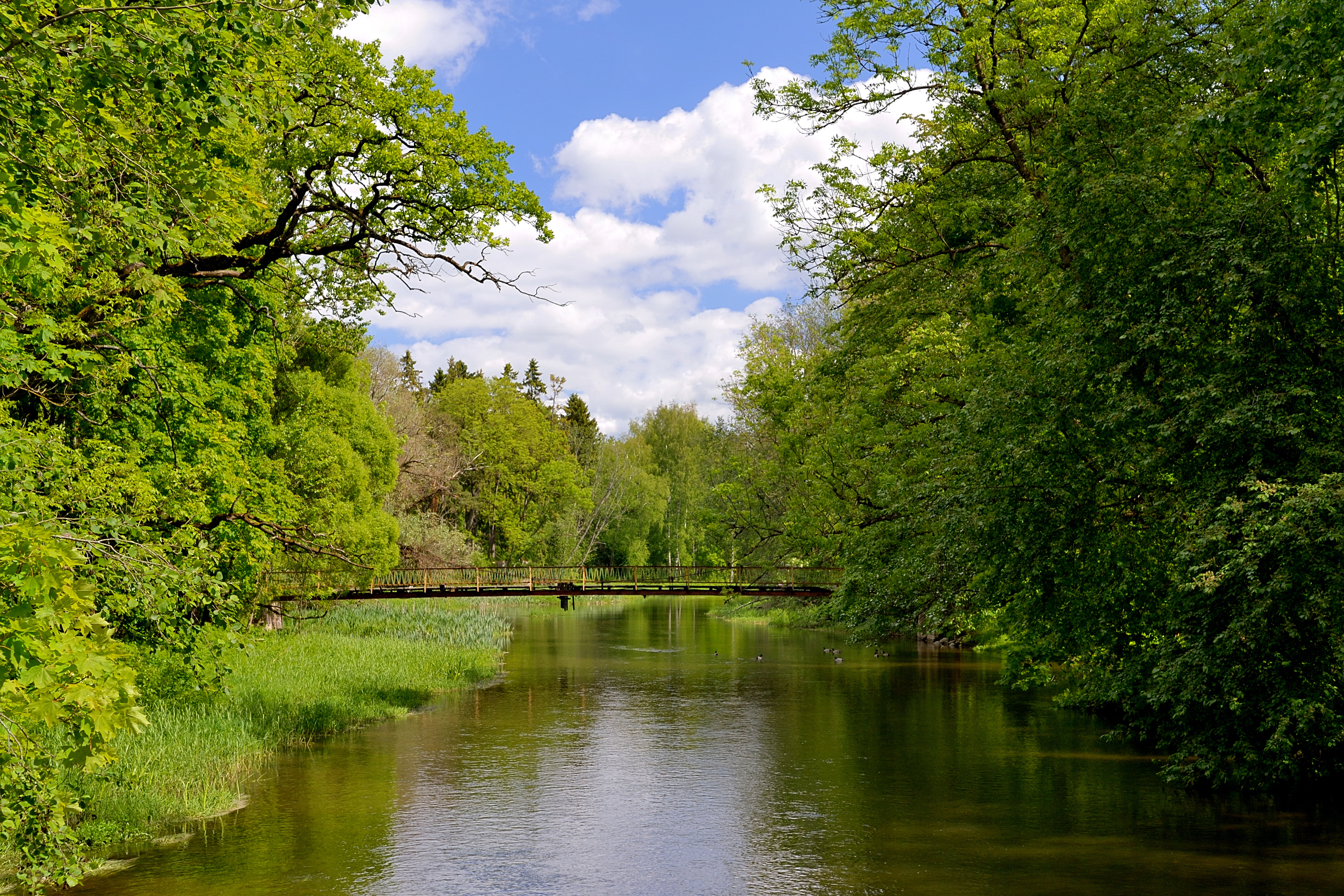
Selja jõgi
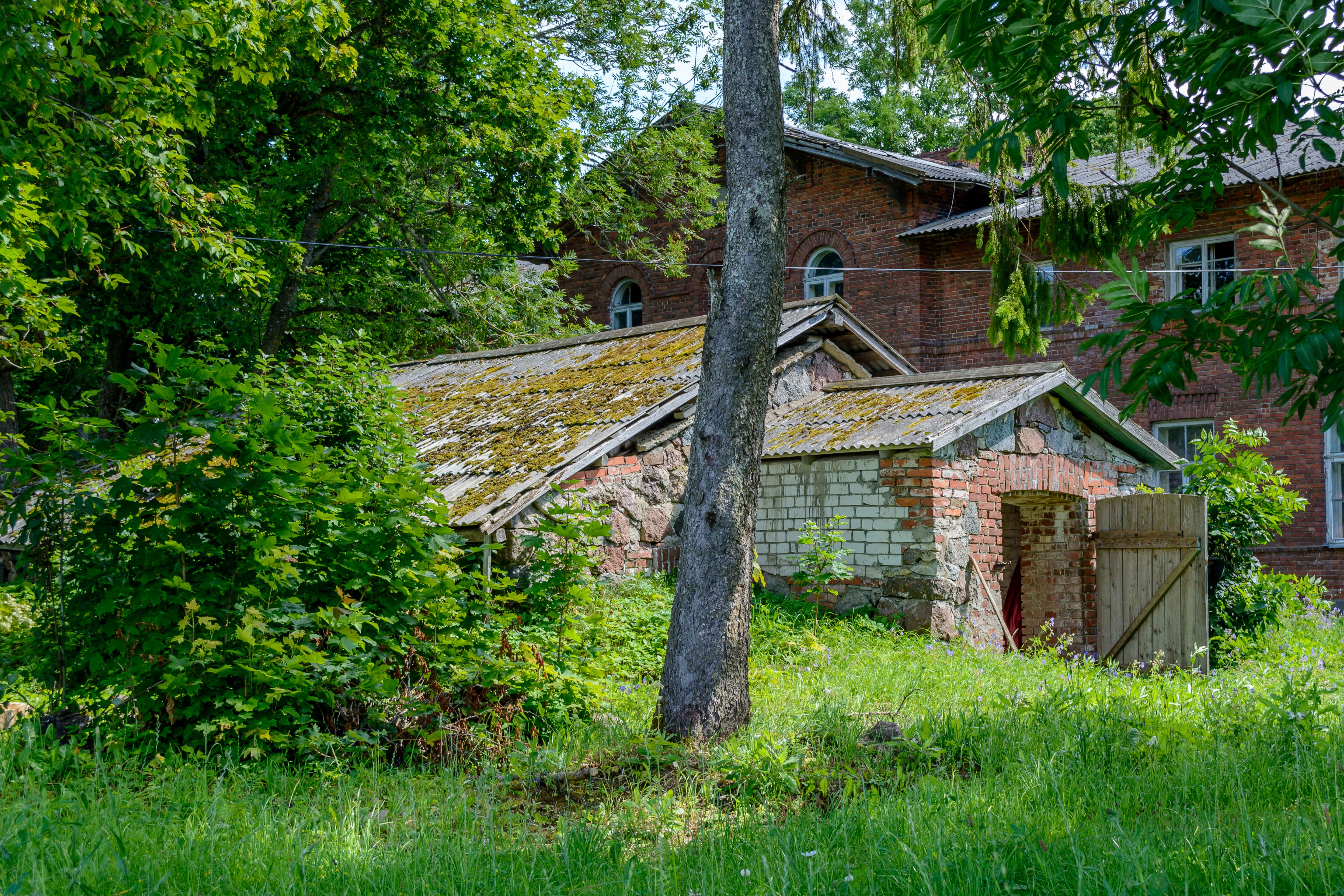
Manoir de Veltsi